# Kàlimnos
Càlimnos o Calimnos (en grec: Κάλυμνος, Kàlymnos), a l'antiguitat Calimna o Calidna (en grec antic: Κάλυμνα, llatí: Calymna; o bé Κάλυδνα, Calydna), és una illa grega del grup del Dodecanès, situada entre Samos i Cos. Té una població prop dels 20.000 habitants, amb una densitat de 156 h/km². La superfície és de 111 km² i la línia de costa és de 96 km.
La capital és Póthia (Πόθια, o bé Ποθαία, Pothea; també anomenada simplement Kàlimnos), i les ciutats principals són Vathí, Mirtiés, Massuri, Emboriós, Arginonda, Skàlia i Khorió. Fins a l'1 de gener de 2011 formava part de la prefectura del Dodecanès, que a partir del programa Cal·lícrates va quedar dividia en quatre unitats perifèriques. Actualment Càlimnos és una d'aquestes 74 divisions administratives.

## Història
Al Catàleg de les naus de la Ilíada, Homer esmenta les illes Calidnes (νῆσοι Κάλυδναι), de les quals Calimna seria la més important de l'arxipèlag, que segurament inclouria Leros, Telendos i altres illes menors. Estrabó diu que hi havia autors que identificaven les Calidnes d'Homer amb les Espòrades (les que no pertanyen a les Cíclades), però que és més raonable que el poeta es refereixi a les illes dels calidnis, els habitants de l'illa de Calidna, que seria el nom antic de Calimna. Les monedes, inscripcions i la major part d'autors antics parlen sempre de Calimna (grec antic: Κάλυμνα, llatí: Calymna), encara que hi ha autors que, respectant l'autoritat d'Homer, l'anomenen Calidna, i fins i tot Plini el vell arriba a parlar de dues illes diferents, Calidna i Kàlimnos. L'Oxford Classical Dictionary diu que Kàlymna podria derivar dels seus bons ports (καλός, kalós 'favorable', i λιμήν, limḗn 'port': ports acollidors), mentre que Calidna voldria dir 'aigües agradables'.
La tradició deia que els primers pobladors havien estat caris, i que més tard va ser colonitzada per tessalis, eolis i doris sota cabdills heraclides, a més d'haver rebut una colònia d'Argos. En qualsevol cas, en època històrica els seus pobladors eren doris, a diferència de la veïna Leros, que era de raça jònica.
En temps de la invasió persa de Grècia, l'illa estava sotmesa a Artemísia d'Halicarnàs, juntament amb Cos i Nisiros.
S'han trobat les restes d'una antiga ciutat a l'oest de l'illa, a l'actual Linària, però cap inscripció permet d'identificar-la. A la ciutat hi havia un temple d'Apol·lo (Apol·lo Calydenus) que més tard fou una església. Hi havia alguns altres llocs poblats dels que queden petites ruïnes.